# Evangelische Schule Neuruppin
Die Evangelische Schule Neuruppin (Abkürzung „EVI“) ist eine kombinierte Grundschule, Oberschule und Gymnasium und erfüllt damit Teilkriterien einer kooperativen bzw. additiven Gesamtschule. Sie ist eine Schule in freier Trägerschaft. Das Gymnasium wurde 1993 gegründet und war damit die erste Neugründung einer konfessionellen Schule in Brandenburg. 2004 wurde die Grundschule gegründet und 2010 die Oberschule.
Schulträger war anfangs der Evangelische Kirchenkreis Ruppin, der die Trägerschaft an die Schulstiftung der Evangelischen Kirche Berlin-Brandenburg-schlesische Oberlausitz, eine kirchliche Stiftung öffentlichen Rechts, übertrug.

## Bedeutung
Oberkirchenrat Winfried Müller vom evangelischen Arbeitskreis der CDU sprach der Neugründung der evangelischen Schule in Ostdeutschland 1999 exemplarische Bedeutung zu. Zu dieser Zeit gab es im Bundesland Brandenburg nur zwei weitere konfessionell getragene Schulen, das Evangelische Gymnasium Hermannswerder, „das die DDR als ‚Kirchliches Oberseminar‘ überwinterte“ (Winfried Müller), und eine Evangelische Grundschule ebenfalls in Potsdam. Das Land Brandenburg hatte den obligatorischen Religionsunterricht abgeschafft und stattdessen das weltanschauungsneutrale Unterrichtsfach Lebensgestaltung-Ethik-Religionskunde eingeführt.
Die Schule steht damit exemplarisch für die sieben ersten nach der Wende in Ostdeutschland errichteten evangelischen Gymnasien. Von der Zustimmung der Berlin-Brandenburgischen Kirchenleitung im April 1993 an gelang es der Schulleitung in nur vier Monaten bis zum Schuljahrsbeginn im August 1993 die Schule zu errichten. Unter dem Motto „Schwerter zu Pflugscharen – Kasernen zu Schulen“ wurden fünf Jahre lang bis 1998 von der Stadt Neuruppin erworbenen Kasernengebäude umgebaut. Solange residierte die Schule in Containern.

## Leitbild
Die Schule steht unter dem biblischen Motto: „Nun aber bleiben Glaube, Hoffnung, Liebe, diese drei: aber die Liebe ist die größte unter ihnen.“ (1 Kor 13,13 )
Zur Bedeutung des Schullogos siehe Fisch (Christentum).

## Schulgebäude und Standorte
Die Schule besteht aus sechs Gebäuden. Sie sind verteilt auf die Standorte Regatterstraße 9 (Hauptgebäude, Hauptgebäude der Grundschule, Atelierhaus und Hortgebäude) und Schifferstraße 2a (Nebengebäude für die Klassen 5–6, Sekretariatsgebäude und Mensa für die Schifferstr.), beide in Neuruppin. Es gibt zwei Aulen, ein Schülercafe „Tasca“, eine Bibliothek, Sozialstationen, Verwaltungs- und Vorbereitungsräume sowie Lehrerzimmer. Die Häuser sind behindertengerecht ausgebaut. Der Schulgarten ist 1999 mit dem ökumenischen Umweltpreis ausgezeichnet worden. Er ist der erste schulische Bibelgarten in Brandenburg.

## Schulangebot
Der Grundschulbereich kooperiert eng mit der Evangelischen Kindertagesstätte Neuruppin – Arbeitsbereich Hort in Trägerschaft der Evangelischen Gesamtkirchengemeinde Ruppin zur Betreuung der Schüler und Schülerinnen vor und nach dem Schulunterricht im Rahmen eines verlässlichen Halbtagsschulkonzepts. Hierfür errichtete der Hort auf dem Schulgelände ein eigenes Hortgebäude.
Im Juni 2001 startete das „Schülercafe Tasca“ als Projekt bis 2003. Seit Januar 2006 ist es eine dauerhafte Einrichtung, die seit Mai 2006 als sogenannte Schüleraktiengesellschaft firmiert.
Religion ist ordentliches Lehrfach. Die Schulgemeinschaft begeht gemeinsame Feste und Andachten. In den musischen Fächern wird Kleingruppenunterricht angeboten. Medienerziehung wird in den 7. und 8. Klassen unterrichtet. Während der Klasse 9 müssen die Schüler ein diakonisch-soziales Praktikum und in Klasse 11 ein Berufspraktikum absolvieren. Außerhalb des Unterrichtes gibt es viele Arbeitsgemeinschaften, darunter Töpfern, Bienen-AG, Schülerzeitung, Theater, Kunst, Fußball, Handball, Homepage-AG, Schulgarten, Video-AG, Fotografie, Schulchor und Big Band, sowie Hausaufgabenhilfe. Schulische Nachrichten für alle Schüler werden über das Schuleigene Intranet auf der Schul-Homepage kommuniziert. Zur Hilfe und Beratung im Konfliktfall stehen Vertrauenslehrer und der Schulpfarrer zur Verfügung.

## Auszeichnungen
1999 erhielt die Schule den „Ökumenischen Umweltpreis 1999“ der Evangelischen Kirche in Berlin Brandenburg und des Erzbistums Berlin. und 2005 zeichnete das Wirtschaftsmagazin Capital das evangelische Gymnasium als eine der hundert besten Schulen Deutschlands aus.
2007 gewann sie den zweiten Platz beim Deutschen Kinderpreis der Hilfsorganisation World Vision Deutschland in der Kategorie „Bildung, die stark macht“ mit dem Projekt „Eintauchen! – Schüler machen Schule“. Die zwölfte Klasse übernimmt einmal im Jahr während einer zweitägigen Fortbildung der Lehrer den gesamten Schulalltag vom Unterricht über Hausmeisterarbeiten bis hin zum Betreiben der Kantine. Dazu gratulierte Ministerpräsident Matthias Platzeck (SPD). und ein Jahr später zählte das Online-Schulbewertungsportal SchulRadar die Schule zu den zehn besten Schulen Deutschlands. Ebenfalls 2008 gingen die Preise 1 bis 3 im Schülerwettbewerb „Europas kulturelle und historische Spuren im Land Brandenburg“ in der Kategorie Sekundarstufe II an Schüler des Grundkurses Geographie der 12. Klasse. 2012 erhielt die Evangelische Schule Neuruppin den Deutschen Schulpreis 2012.
2015 erhielt die Evangelische Schule Neuruppin den ersten Preis der Evangelischen Schulstiftung in der EKD „Sichtbar evangelisch“, mit dem das Sichtbarwerden von Kirche prämiert wird.

## Besonderheiten
- 2008 und 2013 organisierte die Schule zusammen mit dem TASCA-Team eine Baltic-Sea-Tour mit dem Ziel, auf dem Fahrrad die Ostsee zu umrunden.
- Prominenter Pate der Schule ist der ehemalige Regierende Bürgermeister von Berlin Eberhard Diepgen.[23]
- Es besteht eine Partnerschaft mit der Rubona Secondary School in Uganda. Seit 2011 unterstützt die Evangelische Schule Neuruppin die Schule finanziell mit Spendengeldern die beim Aktion Tagwerk erwirtschaftet werden. Zudem besteht ein regelmäßiger Schulkinderaustausch. Teil des Austausch ist die jährliche Vergabe von zwei Stipendien für Schulkinder aus Rubona.[24]